# ظفر بیریول
ظفر بیریول (انگلیسی: Zafer Biryol؛ زادهٔ ۲ اکتبر ۱۹۷۶) بازیکن فوتبال اهل ترکیه است.
از باشگاه‌هایی که در آن بازی کرده‌است می‌توان به باشگاه فوتبال آلتای اسپور، باشگاه فوتبال مرسین، باشگاه فوتبال قونیه‌اسپور، باشگاه فوتبال چای‌کار ریزه‌اسپور، باشگاه فوتبال بشیکتاش، باشگاه فوتبال بورسااسپور، باشگاه فوتبال فنرباغچه، و باشگاه ورزشی گوزتپه اشاره کرد.
وی همچنین در تیم ملی فوتبال ترکیه بازی کرده‌است.